# Автовіа

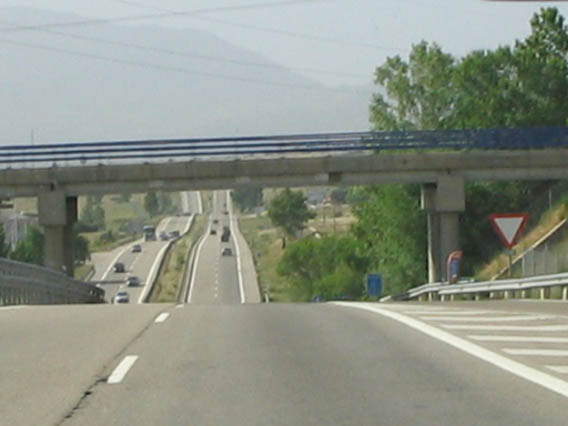
Шосе Мадрид-Бургос у Мадриді, приклад шосе першого покоління (просте дублювання проїжджих частин).

Автовіа, шосе (ісп. Autovía) — це один із двох класів основних автомагістралей у системі доріг Іспанії, подібних до британських автомагістралей або американських автострад. Вона схожа на автомагістраль, це інший великий клас шосе, але має менше функцій і ніколи не є платною дорогою. Деякі відмінні риси автовіа полягають у тому, що вона повинна бути розділений по середині, також вона повинна мати обмежений доступ і її не можна перетинати іншим дорогам. У той час як автомагістралі — це, як правило, нові маршрути, автовіа — зазвичай є вдосконаленням існуючих доріг, тому вони можуть мати більш вузькі повороти та менш безпечні під’їзди, часто з коротшими смугами для розгону. Однак обоє мають номінальне обмеження швидкості 120 км/год. Зони відпочинку зазвичай складають на відстані 300 км або з інтервалом у 2 години. Зазвичай вздовж середини є смуга безпеки.

Знак для автовіа в Іспанії

Попри те, що вони, як правило, належать державі та нею фінансуються, є деякі автоавтомобілі, які фактично будуються та обслуговуються приватними компаніями, такими як Памплона-Логроньо А-12. Компанія бере на себе витрати на будівництво, а автономне співтовариство, де вони розташовані (у наведеному прикладі Наварра), сплачує компанії щорічну плату за транспортний засіб на основі статистики використання. Цей збір називається тіньовим митом (ісп. peaje en la sombra). Цю систему можна розглядати як спосіб фінансування Урядом будівництва нових доріг без початкових грошових витрат. Крім того, оскільки оплата починається після завершення дороги, затримок при будівництві менше, ніж у звичайному державному будівництві.